# Rhopaloblaste augusta
Rhopaloblaste augusta är en enhjärtbladig växtart som först beskrevs av Wilhelm Sulpiz Kurz, och fick sitt nu gällande namn av Harold Emery Moore. Rhopaloblaste augusta ingår i släktet Rhopaloblaste och familjen Arecaceae. IUCN kategoriserar arten globalt som sårbar.
Artens utbredningsområde är Nicobarerna. Inga underarter finns listade i Catalogue of Life.